# حكمت زيد
حكمت هاشم لطفي زيد الكيلاني (أبو زيد؛ وُلد في 9 أغسطس 1945 في السيلة الحارثية) سياسي فلسطيني، كان وزيرًا للزراعة الفلسطينية بين عامي 1996 و2002 في حكومة ياسر عرفات الثالثة، ووزيرًا للنقل والمواصلات بين عامي 2003 و2005 في حكومة أحمد قريع الثانية.

## مناصبه
مثل زيد منظمة التحرير الفلسطينية على المستوى الدولي، حيث عمل سفير دولة فلسطين لدى المجر من عام 1985 إلى عام 1994 وفي اليمن من عام 1979 إلى عام 1985.
بين عامي 1988 و2009، كان عضوًا في المجلس الثوري لحركة فتح.
شغل منصب أول محافظ لمحافظة جنين عام 1995 ومثلها كعضو في المجلس التشريعي الفلسطيني الأول من عام 1996 إلى عام 2006.
شغل أيضًا منصب مستشار أول لمحمود عباس لشؤون المحافظات من عام 2006 إلى عام 2013.
زيد حاليًا عضو في المجلس الاستشاري لحركة فتح.